# Gruppo Sportivo 94º Reparto Distrettuale 1942-1943
Questa voce raccoglie le informazioni riguardanti il Gruppo Sportivo 94º Reparto Distrettuale nelle competizioni ufficiali della stagione 1942-1943.

## Stagione
Il club esordì in Serie C, ottenendo il terzo posto del Girone A.

## Rosa
| N. |                   | Ruolo | Calciatore       |
| -- | ----------------- | ----- | ---------------- |
|    | Italia (bandiera) | P     | Eugenio Baldassi |
|    | Italia (bandiera) | A     | D. Baldi         |
|    | Italia (bandiera) | C     | Mario Barbarino  |
|    | Italia (bandiera) | A     | P. Ferri         |
|    | Italia (bandiera) | A     | Piero Mandrini   |
|    | Italia (bandiera) | A     | Dario Miot       |
|    | Italia (bandiera) | C     | Enrico Pedrini   |
|    | Italia (bandiera) | D     | E. Peluso        |

| N. |                   | Ruolo | Calciatore      |
| -- | ----------------- | ----- | --------------- |
|    | Italia (bandiera) | A     | Angelo Piccioli |
|    | Italia (bandiera) | C     | Nereo Rocco     |
|    | Italia (bandiera) | P     | S. Ramez        |
|    | Italia (bandiera) | A     | D. Santin       |
|    | Italia (bandiera) | D     | F. Trevisan     |
|    | Italia (bandiera) | D     | S. Venier       |
|    | Italia (bandiera) | D     | A. Venturi      |
|    | Italia (bandiera) | A     | Claudio Zaro    |